# Heinrich Hardtmuth
Heinrich Theodor Ludwig Hardtmuth (geb. 1847; gest. 12. Dezember 1884 in Weimar) war ein deutscher Fotograf und Elektrotechniker.

## Leben
Hardtmuth war Sohn eines Wieners und in Weimar ansässigen Fabrikbesitzers namens Ludwig Hardtmuth (1800–1861). Er war am 28. März 1871 als Fotograf erstmals in Erscheinung getreten, als solcher aber heute gänzlich vergessen. Von dem Weimarer Fotografen Heinrich Hardtmuth sind nur wenige Fotografien überliefert, die als gesichert in seinem Atelier in der Schillerstraße 16 entstanden. Sein Kollege in diesem Metier war Karl Schwier, mit dem er ein Fotoatelier betrieb. Schwier stieg 1872 bei Hardtmuth als Sozius ein. Von den Weimarer Fotografen ist nur Louis Held in Erinnerung geblieben. Das Stromaggregat von Hardtmuth in der Schillerstraße 14 ist zugleich das erste in Weimar, das für das Weimarer Hoftheater Strom lieferte. Damit wurde 1885 die erste private Stromversorgung in Weimar erstellt. Im Jahre 1885 taucht nur ein einziger Eintrag unter der erstmals erscheinenden Rubrik Elektrotechniker: Hardtmuth, Schillerstraße 14 auf. Er war somit der erste in Weimar tätige Gewerbetreibende, der in diesem Metier firmierte. Doch da war er bereits tot. Es waren nicht zuletzt Fragen der Brandsicherheit, welche dieses zu dessen erstem Großkunden machten. Für Hardtmuth war ein Motiv sich mit Elektrizität zu beschäftigen die Unzulänglichkeit der Arbeitsbedingungen für Fotografen. Und für die Papierabzüge von den Glasnegativen brauchte es Licht. Nach seinem Tod übernahm das Hoftheater Hardtmuths Anlage. Der Erste, der in Weimar eine größere Anlage zur Stromerzeugung errichtete, war der Uhrmacher Hermann Grosch.